# Nikołaj Kabalin
Nikołaj Pietrowicz Kabalin (ros. Николай Петрович Кабалин, ur. 24 lutego 1920 we wsi Nowo-Aleksandrowka obecnie w rejonie staroszajgowskim w Mordowii, zm. 23 lutego 1991 w mieście Gorki) – radziecki wojskowy, starszyna, Bohater Związku Radzieckiego (1944).

## Życiorys
Urodził się w rosyjskiej rodzinie chłopskiej. Od 1930 mieszkał w Niżnym Nowogrodzie (od 1932 noszącym nazwę Gorki). Skończył 10 klas, od maja 1941 służył w Armii Czerwonej, od grudnia 1942 uczestniczył w wojnie z Niemcami. Był dowódcą oddziału pułku powietrznodesantowego i pomocnikiem dowódcy plutonu, walczył na Froncie Północno-Zachodnim, Woroneskim i 1 Ukraińskim. Brał udział m.in. w walkach o Starą Russę, operacji żytomiersko-berdyczowskiej, operacji proskurowsko-czerniowieckiej, forsowaniu Dniestru i operacji desantowej w Karpatach. Był pięciokrotnie ranny w walkach. 24 marca 1944 jako pomocnik dowódcy plutonu 21 Gwardyjskiej Brygady Zmechanizowanej 8 Gwardyjskiego Korpusu Zmechanizowanego 1 Armii Pancernej wyróżnił się podczas walk w rejonie wsi Usteczko w rejonie zaleszczyckim w obwodzie tarnopolskim, gdzie podczas przeprawy przez Dniestr zniszczył karabin maszynowy przeciwnika wraz z działem, co umożliwiło batalionowi uchwycenie przyczółka. W grudniu 1944 został zwolniony z armii z powodu inwalidztwa. Pracował jako dyrektor fabrycznej drukarni i później majster w warsztacie.

## Odznaczenia
- Złota Gwiazda Bohatera Związku Radzieckiego (26 kwietnia 1944)
- Order Lenina (26 kwietnia 1944)
- Order Wojny Ojczyźnianej I klasy (6 kwietnia 1985)
- Order Czerwonej Gwiazdy (dwukrotnie, 10 kwietnia 1943 i 20 kwietnia 1944)

I medale.